# Cornamusa
La cornamusa è uno strumento musicale aerofono a serbatoio (o aerofono a sacco).

## Tecnica
Il suonatore riempie d'aria una sacca di pelle dalla quale partono canne di bordone e una canna diteggiabile (chanter) cui è affidata la melodia. Le tre a intonazione fissa usufruiscono di ance semplici simili a quelle delle launeddas (strumento etnico sardo); quella diteggiabile, invece, usa un'ancia doppia, come quella tipica della famiglia degli oboi. La classificazione Hornbostel-Sachs della cornamusa è pertanto 422.112+422.22-62, poiché è composta da un aerofono singolo ad ancia doppia e canna conica (422.112), più una serie di aerofoni ad ancia semplice (422.22), con un serbatoio d'aria flessibile (62).
Nell'estesa famiglia delle cornamuse si contano diverse versioni sviluppatesi nei secoli in varie aree culturali europee.
Ancorché antichissima, la tradizione delle cornamuse contemporanee inizia, nella forma che conosciamo, attorno al XVII secolo.

## Tipologie
Le cornamuse dell'Europa Occidentale si distinguono in due tipi fondamentali:
- ad aria calda (blown pipes)
- ad aria fredda (bellow pipes)

Nelle prime l'otre viene alimentato per insufflaggio dell'aria attraverso un boccaglio (o blowing stick) direttamente da parte del suonatore, mentre nelle seconde il gonfiaggio avviene mediante un mantice assicurato da cinghie sotto il gomito destro del suonatore, azionato dal movimento del braccio.
La più famosa delle cornamuse ad aria calda, quella descritta all'inizio dell'articolo, è quella scozzese, la Great Highland Bagpipe, tutt'oggi impiegata nelle pipe bands, che si distingue per la sua particolare sonorità.

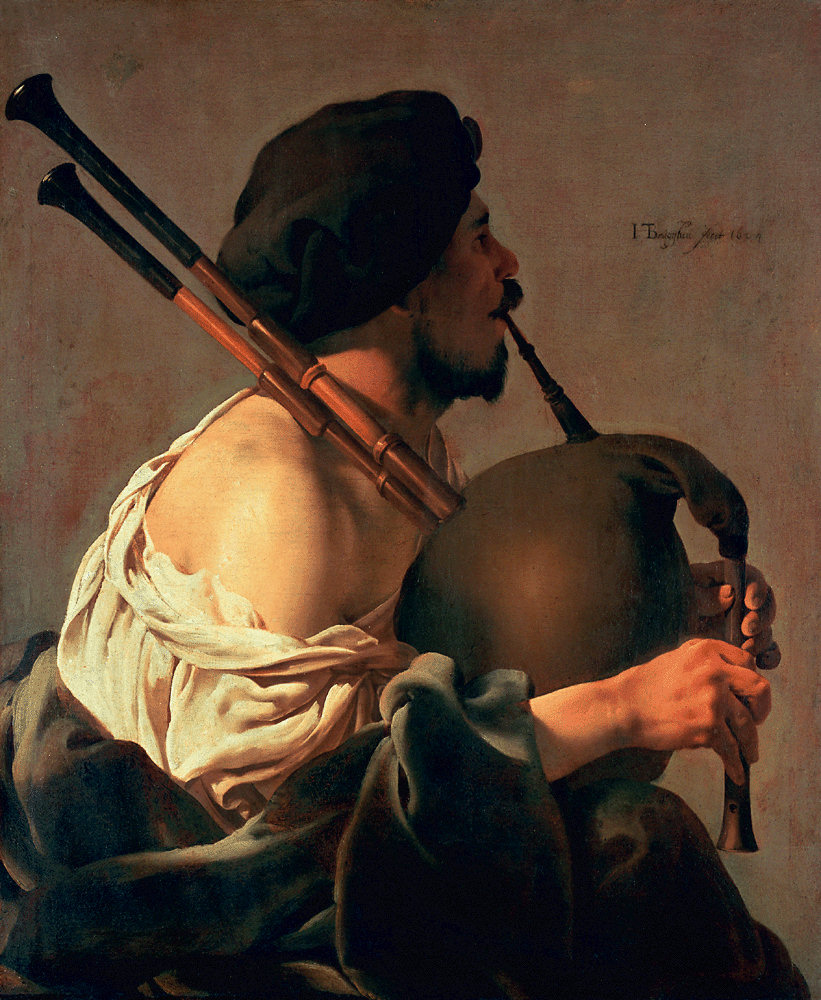
Il suonatore di cornamusa, 1624, olio su tela di Hendrick ter Brugghen, Museo Wallraf-Richartz, Colonia.

Accanto a questa, sempre nella tradizione europea, si annoverano:
- Il Biniou (Francia nord occidentale - Bretagna)
- La Cabrette (Francia - Alvernia)
- La Loure (Francia - Normandia)
- La Musette de cour (Francia centrale)
- La Gaita galiziana e la gaita asturiana (Spagna)
- La Piva (Italia - Appennino piacentino, parmense e reggiano)
- La Müsa (Italia - Quattro province)
- Il Baghèt (Italia - valli bergamasche e provincia di Brescia)
- La Zampogna (Italia centro-meridionale)
- La Gaida (Penisola balcanica)
- La Xeremia (Isola di Maiorca)

La principale cornamusa tra quelle ad aria fredda può essere considerata la Uilleann pipes (Irlanda), mentre in Scozia sono ancora alquanto diffuse diverse versioni di strumenti denominati border pipes derivate dalla Great Highland Bagpipe quali le small pipes e le kitchen pipes; tra le border pipes viene a volte annoverata la northumbrian pipe, che però risulta più simile, sia per struttura che per tecnica esecutiva, alla uilleann irlandese.

## Galleria d'immagini

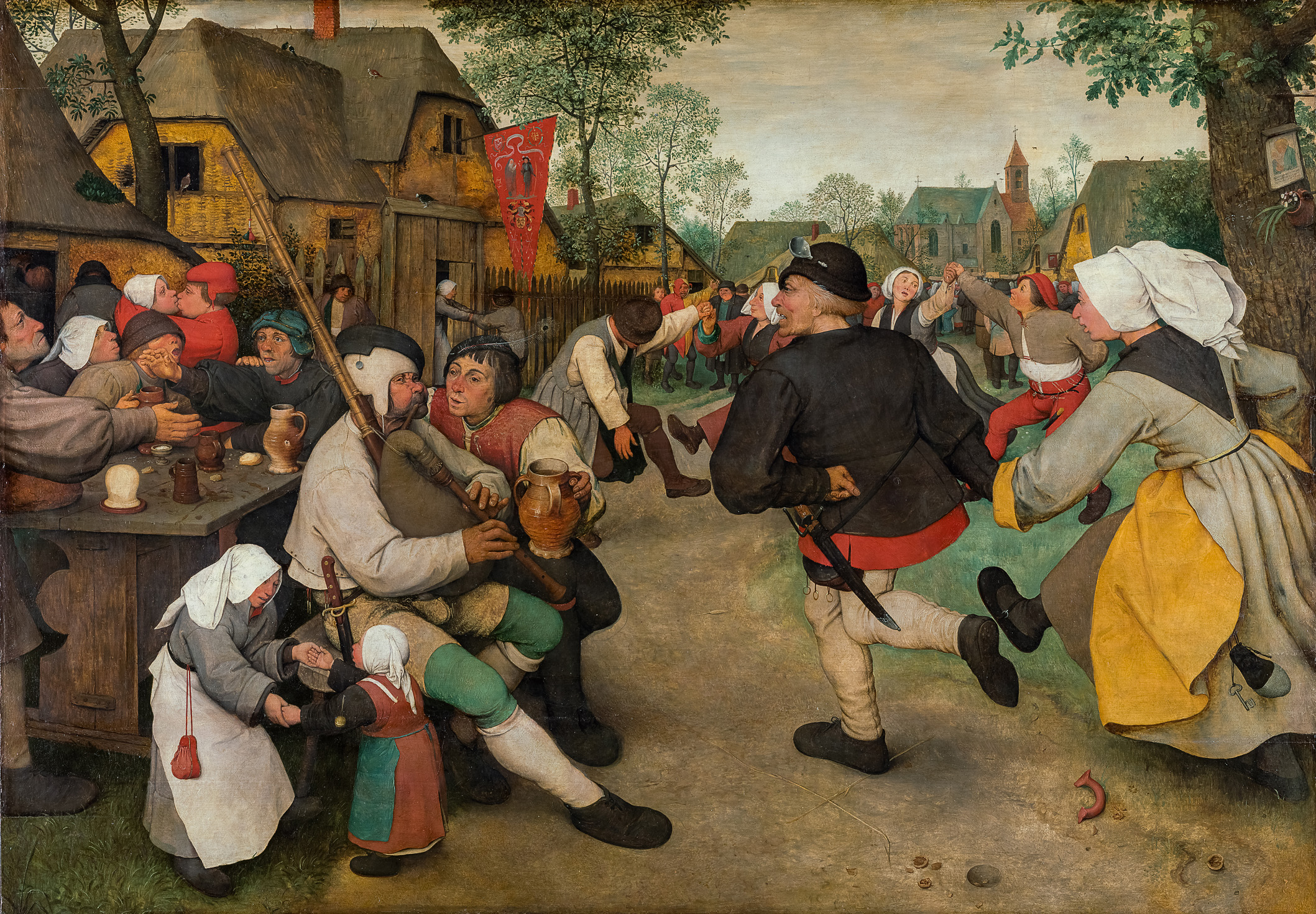
Paesi Bassi, XVI secolo

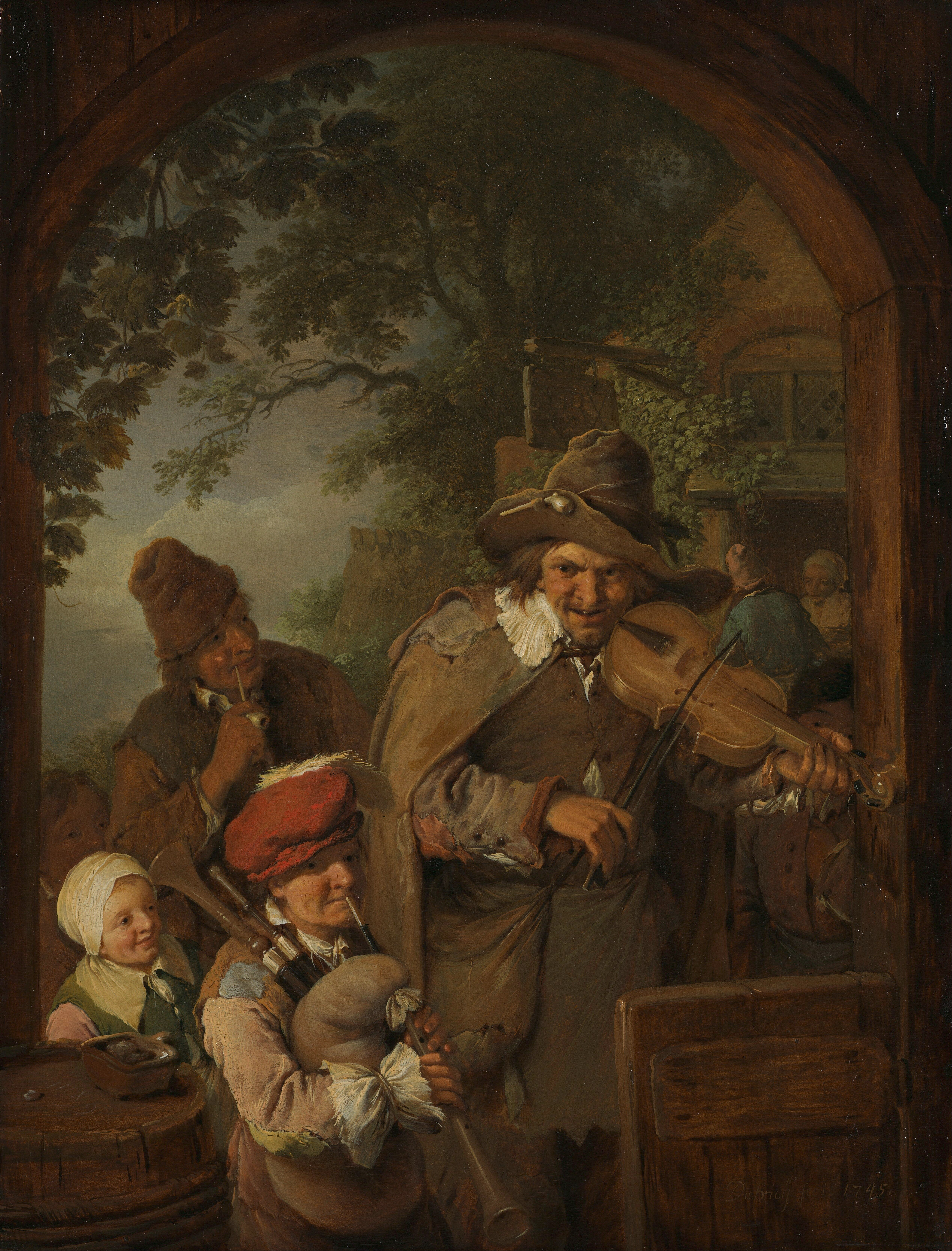
Paesi Bassi, XVIII secolo

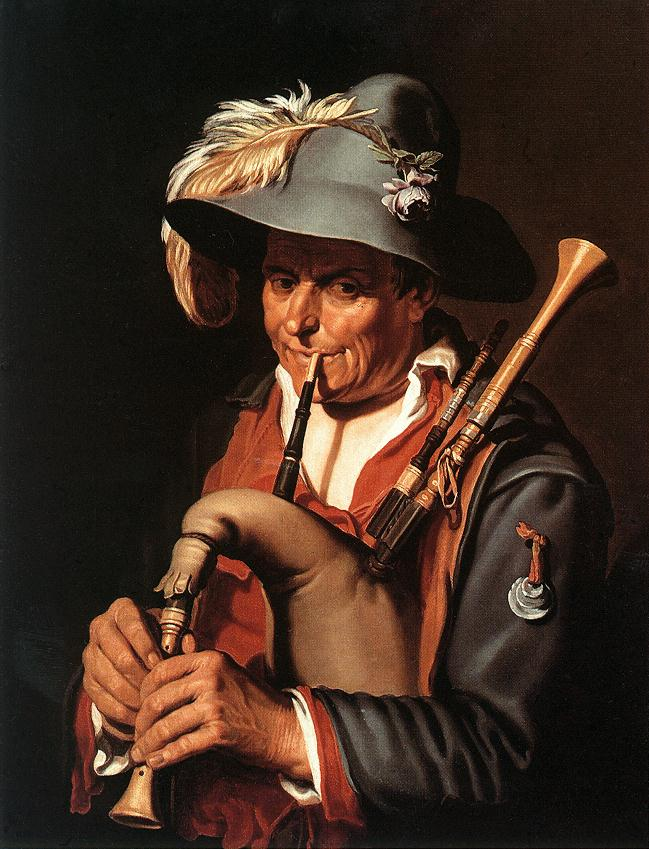
Danimarca, XVIII secolo

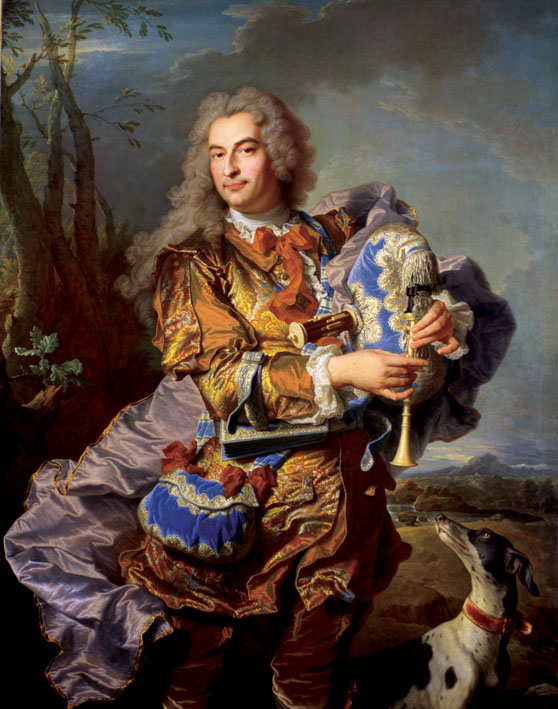
Francia, XVIII secolo